# Casa-fàbrica Soler
La casa-fàbrica Soler era un edifici situat als carrers de Sant Josep Oriol i d'en Sadurní del barri del Raval de Barcelona, avui desaparegut.

## Història
El 1826, el fuster Eulogi Soler i Monrós va adquirir en emfiteusi al noble Josep Ignasi de Mercader i de Sadurní una parcel·la, on va fer construir un magatzem de planta baixa i un pis, segons el projecte del mestre d'obres Josep Nolla, i el 1833, va demanar novament permís per a remuntar-hi quatre pisos, segons el projecte de l'arquitecte Josep Vilar.
El 1846, Eulogi Soler va demanar permís per a instal·lar-hi una màquina de vapor de 3 CV a la serradora d'Antoni Soler i Cia, segons els plànols de l'arquitecte Josep Fontserè i Domènech. El 1849, els deutes obligaren Eulogi Soler i el seu fill Antoni Soler i Nadal a cedir l'administració dels seus béns Llorenç Cayol i Martí (1780-1854) i a Josep Salvador, designats pels seus creditors.
El 1857, els hereus de Cayol i Salvador van adquirir als Soler les propietats, i el 1863, van dividir-se les finques, quedant-se els Cayol amb la casa-fàbrica del carrer del Beat Oriol. Aquell mateix any, hi havia la fàbrica de cintes elàstiques de Ramon Ferreras i Cia: «Sadurní, 17, Fábrica de tirantes de Ramon Ferreras y comp. Fáb. de cintas elásticas para calzado y otros usos. Tirantes, ligas y cinturones de todas clases. Tirantes y tirantillos para botas y botinas de todas clases. Espediciones.»
Finalment, l'edifici va ser enderrocat a principis del segle xxi, afectat per l'operació de renovació urbana «Illa Robador».

Projecte dels carrers de Sant Rafael, Sadurní i Beat Oriol (1798)

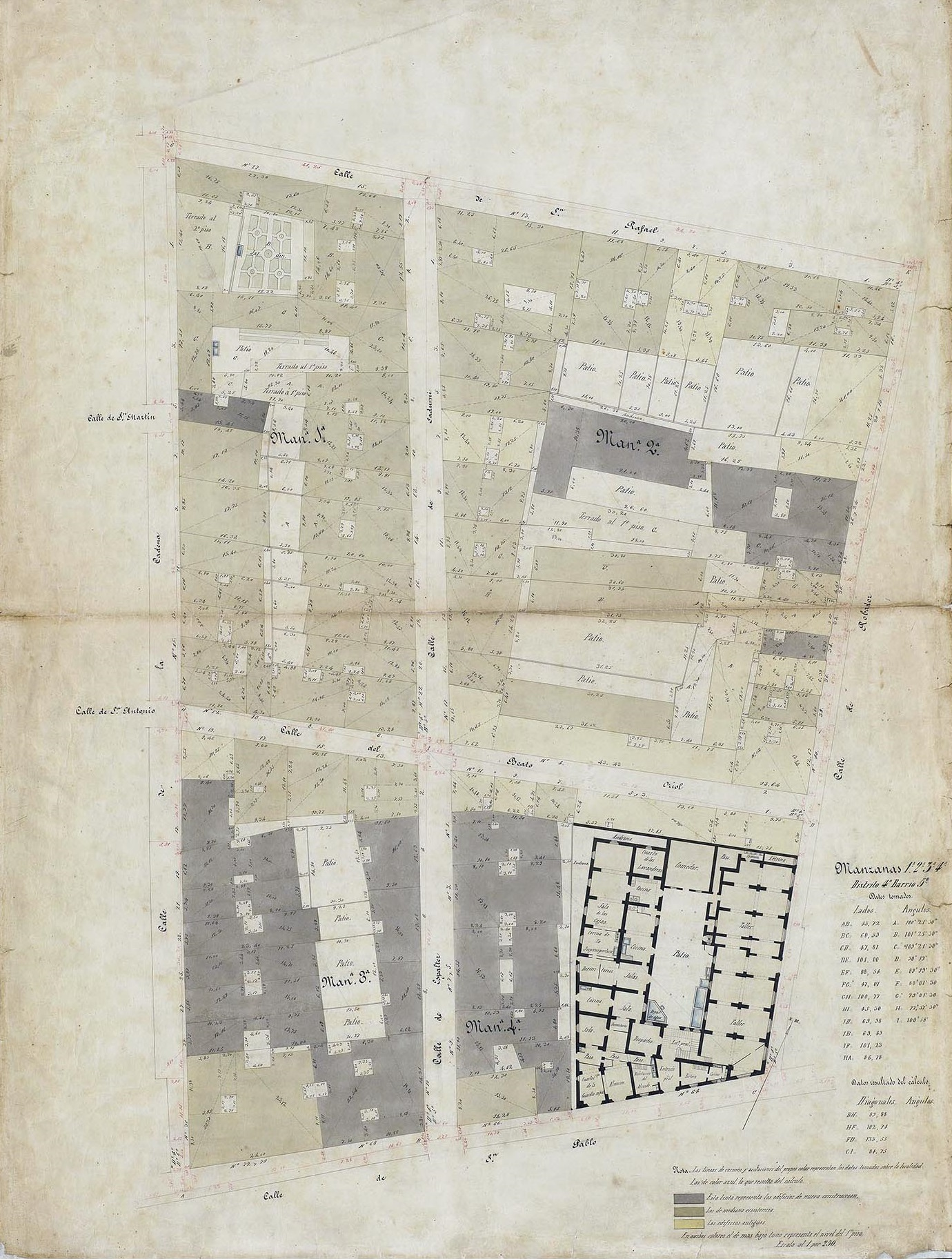
Quarteró núm. 95 de Garriga i Roca (c. 1860)